# Belle (Glücksspiel)
Belle ist ein lottoartiges, im 17. Jahrhundert aus Italien nach Paris gebrachtes Hasardspiel ähnlich dem Biribi bzw. Cavagnole.
Man gebraucht dazu eine Tafel mit 104 Nummern in 13 Reihen zu 8 Nummern, auf der – ähnlich dem Roulettespiel – die Einsätze getätigt werden, und einer Anzahl von 104 Nummern in einem Beutel, aus dem die Gewinnnummer gezogen wird.
Je nach Vereinbarung wird im Gewinnfall der 100fache bzw. 96fache Einsatz zurückerstattet, d. h. die Gewinnquote beträgt 99:1 bzw. 95:1, der Bankvorteil somit 4/104 = 3,85 % bzw. 8/104 = 7,69 %.
Neben dem Setzen auf eine volle Nummer konnte man auch auf eine Reihe zu 13 Nummern oder eine Spalte zu 8 setzen.
Belle (mit Tafeln und Nummern) wurde auf der Liste verbotener Spiele des k.u.k. Justizministeriums angeführt.